# Listă de regizori de film - M
|  | Liste alfabetice de regizori de film A - B - C - D - E - F - G - H - I - J - K - L - M - N - O - P - Q - R - S - T - U - V - W - X - Y - Z |

| - Max Mack (1884 - 1973) - Alexander Mackendrick - Guy Maddin - Kurt Maetzig (* 1911) - Mohsen Makhmalbaf - Samira Makhmalbaf (* 1980) - Károly Makk - Terrence Malick (* 1943) - Louis Malle (1932 - 1995) - David Maloney - David Mamet (* 1947) - Rouben Mamoulian (1898 - 1987) - Luis Mandoki - Joseph Leo Mankiewicz (1909 - 1993) - Anthony Mann (1906 - 1967) - Delbert Mann - Michael Mann (* 1943) - Sophie Marceau (* 1966) - Manole Marcus (1928 - 1994) - Ernst Marischka (1893 - 1963) - Hubert Marischka (1882 - 1959) - Chris Marker (* 1921) - Garry Marshall - Laetitia Masson | - Ernst Matray (1891 - 1978) - Elaine May (* 1932) - Joe May (1880 - 1954) - Paul Mazursky (* 1930) - Leo McCarey (1898 - 1969) - John McTiernan - Julio Médem (* 1958) - Georges Méliès (1861 - 1938) - Jean-Pierre Melville (1917 - 1973) - Sam Mendes (* 1965) - Jiří Menzel (* 1938) - Dariush Mehrjui - Russ Meyer (* 1922) - Oscar Micheaux - Roger Michell - Radu Mihăileanu (* 1958) - Andrej Mihalkov-Koncilowski (* 1937) - Nikita Mihalkov (* 1945) - Iulian Mihu - Ulf Miehe (1940 - 1989) - Takashi Miike (* 1960) - Lewis Milestone (1895 - 1980) - John Milius - George Miller | - Claude Miller (* 1942) - Vincente Minelli (1903 - 1986) - Hayao Miyazaki - Anthony Minghella (1954 - 2008) - Vincente Minnelli - John Cameron Mitchell - Hayao Miyazaki (* 1941) - Kenji Mizoguchi (1898 - 1956) - Ariane Mnouchkine (* 1939) - Jean-Pierre Mocky (* 1929) - Edouard Molinaro (* 1928) - Lukas Moodysson - Michael Moore (* 1954) - George Moorse (1936 - 1999) - Jacobo Morales - Nanni Moretti (* 1953) - Luc Moullet (* 1937) - Stanislaw Mucha (* 1970) - Russell Mulcahy - Robert Mulligan - Cristian Mungiu (* 1968) - Fredi M. Murer (* 1940) - Mircea Mureșan (* 1928) - Friedrich Wilhelm Murnau (1888 - 1931) |